# Recensământul Statelor Unite ale Americii din 1910

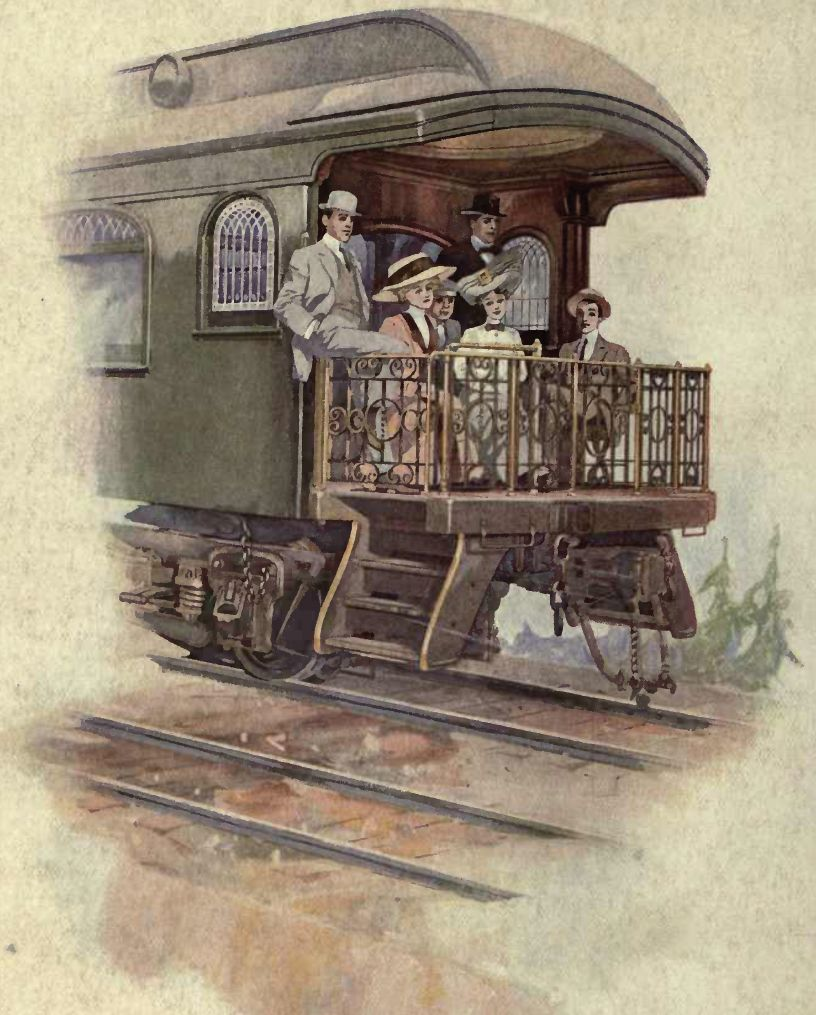
Imagine din anii 1910 prezentând mijloacul de transport cel mai utilizat al momentului, trenul.

Recensământul Statelor Unite ale Americii din 1910 (engleză United States Census, 1910, conform originalului The United States Census of 1910) a fost cel de-al treisprezecelea din recensămintele efectuate o dată la zece ani în Statele Unite ale Americii, fiind al treisprezecelea dintr-o serie ce cuprinde azi 23 de calculări ale populației Uniunii.

## Rezultate
Cel de-al Treisprezecelea Recensământ al Statelor Unite, efectuat și coordonat de Oficiul de Recenzie al Statelor Unite ale Americii, a determinat populația rezidentă a Uniunii de a fi de 92.228.496, ceea ce reprezintă o creștere de 21 % față de  76.212.168 persoane (rezultat final) înregistrate în timpul recensământului anterior, cel din 1900. 

## Componența Statelor Unite ale Americii în 1910

Animaţie prezentând ordinea intrării statelor în Uniune (1776 - 1959)

În 1910, la data încheierii recensământului, Statele Unite aveau 46 de state, Uniunea fiind constituită din cele 45 de state, care constituiseră Uniunea în 1900, anul celui de-al douăsprezecelea recensământ, la care s-au adăugat doar o singură entitate componentă, devenit stat al Statelor Unite în deceniul 1901 - 1910: 
- 46. Oklahoma, la 16 noiembrie 1907.